# Karl Karekin Turekian

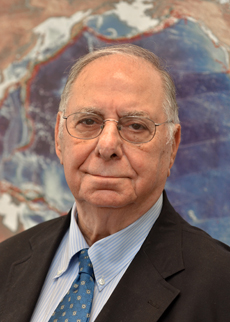
Karl Karekin Turekian (2011)

Karl Karekin Turekian (* 1927 in New York City; † 15. März 2013) war ein Professor für Geologie und Geophysik an der Yale University. Er forschte auf dem Gebiet der Geochemie von Prozessen in der Atmosphäre, den Ozeanen und an Land und untersuchte die Entwicklung von Planeten.

## Leben und Forschungstätigkeit
Er wurde 1927 als Sohn von Vaughan Thomas und Victoria Turekian geboren. Nach dem Besuch der James Monroe High School in New York und des Wheaton Colleges in Illinois von 1945 bis 1949 studierte er an der Columbia University, erwarb dort 1951 den M.A. und 1955 den Ph.D. 1953 und 1954 war er Dozent am Columbia College der Columbia University, und bis 1956 Wissenschaftler am Lamont-Doherty Earth Observatory. Seit 1956 arbeitete er an der Yale University. Von 1982 bis 1988 war er Vorsitzender der Fakultät für Geologie und Geophysik, und zwischen 1992 und 1993 Vorsitzender der Fakultät für Umweltstudien. Er war Kurator für Planetologie und Meteoriten im Peabody Museum und arbeitete in den Führungsgremien mehrerer wissenschaftlicher Organisationen.
Turekians Hauptforschungsgebiete lagen im Bereich der Geochemie der Spurenelemente. Er erforscht die marine, atmosphärische und terrestrische Geochemie, beschäftigt sich im Feld der Planetologie mit der Entstehung und Entwicklung von Planeten. Ein weiterer Schwerpunkt seiner Arbeit war die Geochronologie.
Er hat fünf Bücher und zahlreiche wissenschaftliche Aufsätze verfasst, war Herausgeber und Mitherausgeber von Fachbüchern und Mitherausgeber verschiedener wissenschaftlicher Fachzeitschriften (Journal of Geophysical Research, Earth and Planetary Science Letters, Global Biogeochemical Cycles und Geochimica et Cosmochimica Acta).

## Ehrungen und Preise
- Guggenheim Fellow (1962–63)
- Präsident der Geochemical Society (1975–76)
- Mitglied der National Academy of Sciences (1984)[3]
- Sherman Fairchild Distinguished Scholar des California Institute of Technology (1988)
- Goldschmidt-Preis und Medaille der Geochemical Society (1989)
- Mitglied der American Academy of Arts and Sciences (1992)[4]
- Maurice Ewing-Medaille der American Geophysical Union (1997)
- Wollaston-Medaille der Geological Society of London (1998)[5]

## Werke
- Oceans. Prentice-Hall, 2. Auflage 1976
- Chemistry of the Earth. Holt, 1972
- Man and the Ocean. Prentice-Hall, 1973 (mit B.J. Skinner)
- Oceanography. Holt, 1978 (mit C.L. Drake, J. Imbrie und J. Knauss)
- Global Environmental Change. Prentice-Hall, 1996